# 東武大谷線
大谷線（おおやせん）は、かつて栃木県にあった東武鉄道の軌道・鉄道路線である。宇都宮軌道運輸（うつのみやきどううんゆ）と野州人車鉄道（やしゅうじんしゃてつどう）が敷設・運行し、その後宇都宮石材軌道（うつのみやせきざいきどう）が運行していた宇都宮市内一円の人車軌道および軽便鉄道が前身である。
本項には、関東大震災で建材としての安全性が確認され爆発的に需要が増した大谷石を東京方面に輸送するため省線宇都宮駅から戸祭、宝木を経て大谷方面に鉄道路線を敷設する目的で設立された大谷石材鉄道（おおやせきざいてつどう）についても触れる。

## 路線データ
- 路線距離（営業キロ）：
  - 大谷軽便線：
    - 鶴田 - 新鶴田間1.0 km
    - 西川田 - 新鶴田 - 荒針 - 立岩間11.1 km

  - 大谷軌道線：
    - 西原町 - 荒針間4.7 km
    - 荒針 - 大谷間1.3 km
    - 大谷 - 風返間2.0 km
    - 荒針 - 弁天山間1.3 km
    - 材木町 - 西原町間0.7 km
    - 西原町 - 鶴田間2.6 km
    - 西原町 - 徳次郎間10.5 km
    - 仁良塚 - 芳原間3.5 km
- 軌間：
  - 大谷軽便線：1,067 mm
  - 大谷軌道線：610 mm
- 複線区間：
- 電化区間：なし（全線非電化）

## 運行概要
1930年4月1日改正当時
- 旅客列車本数：宇都宮（西原町） - 徳次郎間6:30 - 17:30において1時間間隔、宇都宮 - 大谷間6:30 - 17:50において40分間隔
- 所要時間：宇都宮 - 徳次郎間35分、宇都宮 - 大谷間25分

最後まで残った西川田駅 - 荒針駅間は東武鉄道の蒸気機関車牽引による貨物列車が運行されていた。

## 歴史
宇都宮の大谷地区で採掘される石材（大谷石）の輸送を主目的に宇都宮軌道運輸会社が設立され、1895年（明治28年）に測量開始、1897年（明治30年）に宇都宮西原町 - 大谷荒針間を人車軌道として開業させる。翌年には、立岩・弁天山への延伸も図られたのであるが、西原町に集まってくる石材の出荷法が問題となり、また折しも旅客輸送も軌道に乗ったことから、1903年（明治36年）に材木町まで1駅延伸するとともに、材木町と日本鉄道鶴田駅（現日光線）間を結ぶ軌道を新たに開通させた。
一方、新里石や農産物を宇都宮に搬出し農業用の肥料等を宇都宮から新里に運搬することを目的に、野州人車鉄道株式会社（新里人者鉄道とも呼ばれた）が設立され、1896年（明治29年）8月より敷設計画を開始、1899年（明治32年）2月に戸祭 - 新里間で人車軌道を開業させる。当初は貨物のみの運搬だったが、翌月3月からは客車の運行も開始され、さらに同年5月の株主総会で徳次郎への延伸が可決され、篠井の金や徳次郎石の宇都宮への搬出を主目的とする富屋線が、1900年（明治33年）2月に仁良塚 - 徳次郎間で開通した。富屋線の開通により貨物だけでなく人輸送も増加し、収入増に貢献した。
こうして、明治期の宇都宮には石材輸送を主目的とし他の貨物や人輸送も行う2つの人車鉄道会社が存在したが、双方の事情から1907年（明治40年）に両者は合併し宇都宮石材軌道となった。大谷石の需要は1923年（大正12年）の関東大震災による首都復興のため爆発的に激増したが、石材の東京方面への輸送路となる省線東北本線、日光線への貨車割り当てが要望通りにはなされず、これが原因で石材搬出は滞り価格高騰を招き商機を逸することとなった。一方で人の輸送に関してもバスの発達により苦境を強いられるようになり、1928年（昭和3年）には夷隅軌道よりガソリンカーを購入して材木町 - 大谷間の人車を廃止、旅客輸送の近代化が図られている。
大谷石の需要が増すに連れ、その搬出路線の輸送容量拡充が課題となり、1926年（大正15年）には大谷石材鉄道会社（おおやせきざいてつどう）が設立され、省線宇都宮駅と大谷岩原間を戸祭、宝木経由で結ぶ鉄道路線敷設が計画された。沿線には長岡石採掘場や第14師団本営があり、大谷石や新里石、徳次郎石以外の需要を取り込めると期待された。計画では大谷 - 鹿沼間、および大谷 - 今市間への延伸も予定され当局への申請もなされた。一部区間では敷設工事が行われたものの、経済情勢の変化から実現は適わなかった。
また、宇都宮石材軌道とは別に大谷地区から日光線鹿沼駅まで石材輸送鉄道を敷設する動きもあった。
宇都宮石材軌道は1931年（昭和6年）に宇都宮線を開業させ宇都宮に進出した東武鉄道によって買収され、同社の大谷軽便線・大谷軌道線（大谷線）として再編された。
東武鉄道買収後は、新里・徳次郎枝線を廃止するとともに、東武宇都宮線西川田駅と新鶴田間に路線を新設し（大谷線）、大谷線と宇都宮線を経て大谷石の東京方面への搬出を行ったが、太平洋戦争終結後の高度経済成長によりトラック輸送が発達して輸送需要を奪われたため、1964年（昭和39年）に大谷線を廃止した。

## 年表
特記なき区間は人車軌道線。大谷 - 風返間の開業日、岩本駅の廃止日は不明。

### 宇都宮軌道運輸→宇都宮石材軌道
- 1895年（明治28年）9月3日：荒針 - 一等里道間路線敷設願
- 1896年（明治29年）10月9日：宇都宮軌道運輸を設立。
- 1897年（明治30年）4月3日：西原町 - 荒針間6.3 kmを開業[2]。
- 1898年（明治31年）9月3日：荒針 - 立岩、荒針 - 弁天山間を開業[2]。
- 1903年（明治36年）3月22日：西原町 - 材木町間、西原町 - 鶴田間を開業[2]。
- 1906年（明治39年）2月15日：野州人車鉄道と合併し、宇都宮石材軌道に社名変更[注釈 1]。
- 1915年（大正4年）7月1日：軽便線 鶴田 - 荒針間6.6 kmを開業し、貨物営業を開始[4]。国鉄の連絡輸送開始。
- 1924年（大正13年） 12月10日：材木町 - 鶴田間の人車客車運行を廃止[5]。
- 1928年（昭和3年）6月1日：材木町 - 大谷間と西原町 - 徳次郎間の人車客車運行を廃止し、ガソリンカー運行開始[5]。
- 1929年（昭和4年）
  - （瓦作） - 立岩間を廃止。
  - 8月21日：軽便線 荒針（分岐点） - 立岩間2.1 kmを開業し、貨物営業を開始[6][7]。
- 1931年（昭和6年）3月12日：東武鉄道への吸収合併を決議[8]。

### 野州人車鉄道
- 1899年（明治32年）2月17日：西原町 - 芳原間を開業。
- 1900年（明治33年）2月15日：仁良塚 - 徳次郎間を開業。
- 1906年（明治39年）2月15日：宇都宮軌道運輸に合併して解散。この日以前に岩本駅開業。

### 東武鉄道
- 1931年（昭和6年）
  - 6月20日：東武鉄道が宇都宮石材軌道を合併[8][7]。軽便線を大谷軽便線、人車軌道線を大谷軌道線とする。
  - 12月27日：大谷軽便線 鶴田 - 荒針間に新鶴田分岐点を開設し、西川田 - 新鶴田分岐点間3.3 kmを開業[7]。西川田 -  荒針間の貨物営業を開始[9]。
- 1932年（昭和7年）
  - 2月1日：大谷軌道線 西原町 - 鶴田間を廃止[10][11]。
  - 7月15日：大谷軌道線 西原町 - 徳次郎間、仁良塚 - 芳原間を廃止[12][11]。
- 1933年（昭和8年）12月9日：大谷軌道線 材木町 - 西原町間を廃止[13][11]。
- 1934年（昭和9年）3月15日：大谷軌道線 西原町 - 大谷間の旅客営業を廃止[14]。
- 1940年（昭和15年）4月1日：大谷軌道線 西原町 - 荒針間を廃止[11][注釈 2]。
- 1945年（昭和20年）
  - 5月4日：大谷軽便線 西川田 - 立岩間、鶴田 - 新鶴田間の旅客営業が認可。鶴田 - 荒針間で工員輸送列車運転開始[16]。
  - 8月15日以降：大谷軽便線 西川田 - 立岩間、鶴田 - 新鶴田間の旅客営業を廃止。
- 1952年（昭和27年）
  - 3月31日：大谷軌道線 荒針 - 大谷 - 風返間、荒針 - 弁天山間を廃止。
  - 9月1日：大谷軽便線 鶴田 - 新鶴田間1.0 kmを廃止。新鶴田駅を廃止[17][7]。
- 1962年（昭和37年）：大谷軽便線 荒針 - 立岩間の運行を休止。1961年に起きた落盤事故のため。
- 1964年（昭和39年）6月16日：大谷軽便線 西川田 - 荒針間9.0km、分岐点 - 立岩間2.1 kmを廃止。

## 駅一覧

### 大谷軽便線
- 西川田駅 - 新鶴田分岐点 - （分岐点） - 瓦作駅 - 立岩駅
- （分岐点） - 荒針駅
- 新鶴田分岐点 - 鶴田駅

### 大谷軌道線
- 鶴田 - 西原町 - 戸祭 - 仁良塚 - 徳次郎
- 材木町 - 西原町 - 荒針 - 大谷 - 風返
- 荒針 - 瓦作 - 弁天山
- 瓦作 - 立岩
- 仁良塚 - （分岐点） - 芳原
- （分岐点） - 岩本

備考
- 材木町駅は、現在の裁判所前の大通り上、材木町交差点付近。
- 西原町駅は、現在の大通り上の新川バス停付近。
- 戸祭駅は、現在の清住町通り上の仁良塚（新里）街道交点付近。
- 荒針駅は、現在の大谷石材協同組合、城山地区市民センター付近。

## 接続路線
- 鶴田駅：日光線
- 西川田駅：東武宇都宮線

## 廃線跡の現況
最後まで残った西川田駅 - 荒針駅間の大部分は道路（明保通り）となっている。近年までJR日光線を越えるガードの周辺の築堤とガードが残っていたが、宇都宮環状道路の建設に伴いこれらの遺構は姿を消した。一部に道路化を免れて残る築堤跡やガーター橋跡もある。
軌道線のうち、鶴田 - 西原町の一部については、1952年より専売公社宇都宮工場への専用線に転用された（同専用線は1977年に廃止され、現在は遊歩道「なかよし通り」になっている）。
旧野州人車軌道線の区間については、大半が道路等に転用されているが、仁良塚 - 芳原（新里）では築堤跡や小川を渡る橋台等の遺構も若干見受けられる。
宇都宮ライトレールの路線として、大谷軌道線材木町 - 西原町 - 大谷間に近いルートが計画されている。